# Yvon Petra
Yvon Francois Marie Petra (Cholon, 8 de Março de 1916 - Paris, 12 de Setembro de 1984) foi um tenista francês.
Seus três títulos consecutivos de Roland Garros entre 1943 e 1945, foi realizado durante a Segunda Guerra Mundial e não é reconhecido pela Federação Francesa de Tênis.

## Grand Slam finais

### Simples (1 título)
| Resultado | Ano  | Campeonato | Oponente    | Placar                  |
| --------- | ---- | ---------- | ----------- | ----------------------- |
| Campeão   | 1946 | Wimbledon  | Geoff Brown | 6–2, 6–4, 7–9, 5–7, 6–2 |

### Duplas (2 títulos)
| Resultado | Ano  | Campeonato       | Parceiro          | Oponentes                   | Placar                   |
| --------- | ---- | ---------------- | ----------------- | --------------------------- | ------------------------ |
| Campeão   | 1938 | Aberto da França | Bernard Destremau | Don Budge Gene Mako         | 3–6, 6–3, 9–7, 6–1       |
| Campeão   | 1946 | Aberto da França | Marcel Bernard    | Enrique Morea Pancho Segura | 7–5, 6–3, 0–6, 1–6, 10–8 |

### Duplas Mistas (1 título, 1 vice)
| Resultado | Ano  | Campeonato       | Parceira             | Oponentes                      | Placar         |
| --------- | ---- | ---------------- | -------------------- | ------------------------------ | -------------- |
| Campeão   | 1937 | Aberto da França | Simonne Mathieu      | Marie Luise Horn Roland Journu | 7–5, 7–5       |
| Vice      | 1937 | Wimbledon        | Simonne Mathieu      | Alice Marble Don Budge         | 4–6, 1–6       |
| Vice      | 1937 | US Open          | Sylvie Jung Henrotin | Sarah Palfrey Don Budge        | 2–6, 10–8, 0–6 |